# Сатакунта
Сатакунта (фин. Satakunta, швед. Satakunda) је округ у Финској, у југозападном делу државе. Седиште округа је град Пори, а значајан је и град Раума.

## Положај округа
Округ Сатакунта се налази у југозападном делу Финске. Њега окружују:
- са севера: Округ Остроботнија,
- са североистока: Округ Јужна Остроботнија,
- са југоистока: Округ Пирканска земља,
- са југа: Округ Ужа Финска,
- са запада: Ботнијски залив Балтичког мора.

## Природне одлике
Рељеф: Округ припада историјској области Сатакунта, а просторно је обувата највећи део дате покрајине. У округу Сатакунта преовлађују равничарска до валовита подручја, надморске висине 0-130 м.
Клима у округу Сатакунта влада оштра Континентална клима.
Воде: Сатакунта је приморски округ Финске. На западу округ излази на Ботнијски залив Балтичког мора. Обала је дуга и веома разуђена, са бројним острвима, полуострвима и заливима. У унутрашњости округа постоји низ ледничких језера. Најважнија река је река Кокемеки.

## Становништво
По подацима 2011. године у округу Сатакунта живело је приближно 230 хиљаде становника. Од 2000. године број становника у округу је опао за близу 5%.
Густина насељености у округу је 28 становника/км², што је за близу 2 пута више од државног просека (16 ст./км²). Западни, приморски део округа је знатно боље насељен него исток, испрецесан бројним језерима.
Етнички састав: Финци су до скора били једино становништво округа, али се последњих деценија овде населио и мањи број усељеника.

## Општине и градови
Округ Сатакунта има 21 општину, од којих ниједна није са звањем града. То су:
| - Еура - Еурајоки - Јемијерви - Канканпе - Карвија - Кикојнен - Кејлије | - Кокемеки - Лавија - Лувија - Мерикарвија - Накила - Помарку - Пори | - Раума - Секиле - Сикајнен - Улвила - Харјавалта - Хонкајоки - Хуитинен |

Градска подручја са више од 10 хиљада становника су:
- Пори - 84.000 становника,
- Раума - 35.000 становника.